# Rabska fjera
Rabska fjera je godišnji ljetni srednjovjekovni festival na Rabu, najstariji i najveći takve vrste u Hrvatskoj. Otočani u tri dana, kostimiranim predstavama pokušavaju što vjerodostojnije prikazati život svojih predaka.

## Povijest
Temelji se na odredbi Velikog vijeća Raba od 21. srpnja 1364. godine, prema kojoj su općinskim praznicima proglašeni Dies Victoriae 9. svibnja, kada  se slavila uspomena na čudesnu obranu grada od Normana po zagovoru sv. Kristofora i Dies Natalis 27. srpnja, što je dan njegove mučeničke smrti te je odlučeno da se prigodom tih svečanosti petnaest dana u gradu ne smije krojiti pravda i progoniti dužnike.
Svečanosti su uvedene u počast kralju Ludoviku Velikom, koji je Rab oslobodio od Mlečana, a trajale su sedam dana oko blagdana sv. Jakova, sv. Ane i sv. Kristofora. Rab tih dana postaje sretan grad, što govori i njegov naziv Felix, koji je nosio još od 3. stoljeća. U početku se Fjera održavala vikendom, no odlučeno je da se treba držati tradicije, pa se svečanosti sada održavaju upravo na dane blagdana. 

## Autentična srednjovjekovna pozornica
Ono u čemu su Rabljani uspjeli svakako je pretvaranje grada u srednjovjekovnu pozornicu. Svake godine na Fjeri sudjeluje sve veći broj radionica u kojima se prikazuju vještine starih zanata. Srednjovjekovni majstori, obrtnici i trgovci tih dana izrađuju novčiće, tanjure (pjate), bocune, kamenice, bačve, škare, cipele (postole), češljaju vunu, ispisuju glagoljicom imena i poruke, iscrtavaju na svili. Nudi se svježe ispečen kruh ispod peke s domaćim pršutom, sirom i domaćim vinom. Nude se i složenija jela po starim recepturama, poput janjećih tripica.
U Galeriji PIK na Kaldancu prikazuje se srednjovjekovno seosko domaćinstvo, u kojem žene češljaju vunu i predu na mulineu, a članovi Sportsko-ribolovnog društva u luci Rab i ispod Pjacete oživljavaju staro ribarsko selo. 

## Tri dana programa
Program Rapske fjere je ustaljen i traje točno tri dana. Prvu večer je otmjeno otvaranje, drugu večer je ribarsko selo s pečenom ribom, a završnica je treću večer s viteškim turnirom rapskih samostreličara.
Prve večeri, s prvim mrakom blagdana sv. Jakova pucanj topa na Varošu, odnosno Trgu sv. Kristofora, označava početak drugovanja plemića i pučana, nekada nepoznatog običaja u ostalim srednjovjekovnim gradovima. Upravo zbog mira koji je u davnim vremenima za svečanosti trajao sedam dana, kada se nije krojila pravda, zidine su bile otvorene svima, a dani su prolazili u pjesmi, plesu i igrama.

## Felix
Rab je dobio naziv Felix ili sretan grad. U 14. stoljeću Ferije ili tempus feriarum trajale su sedam dana. Po otvaranju Fjere i mise u katedrali, knez, suci, općinsko vijeće, plemstvo, vlastela, trgovci, zanatlije, obrtnici, pučanstvo i umjetnici, te posjetitelji, kreću do Gradske lože, bakljama osvijetljenim ulicama, gdje se nalazi knjiga sudionika, u koju se posljednjih godina upisuju i gosti, koji tradicionalno dolaze iz talijanskog gradića Castella Montegtiardina, iz Republike San Marino, udruge Hram iz Splita, te iz njemačkog Königsbrunna. Nakon formalnosti upisivanja u knjigu, obrtnici, pekari, klesari, kovači, stolari, slikari, plesači i ostali, odlaze u svoje radionice, gdje prkazuju svoje zanate, dok u isto vrijeme vlastela, plemići, Heraldo rapski knez, vitezovi, suci, članovi općinskog vijeća i dame šeću kamenim ulicama, a gradski čuvari paze na red i mir. Scene privođenja kažnjenika mogu se vidjeti na svakom koraku, a novosti su bili gubavci, koji su posebno razveseljavali turiste.

### Treća večer
Blagoslovom koji rapski vitezovi dobiju u katedrali Uznesenja Marijina, treće večeri započinje i najuzbudljiviji dio Rapske fjere, a to su tradicionalne viteške igre na Trgu sv. Kristofora, gdje samostreličare dočekuju mnogobrojni posjetitelji, očekujući nadmetanje u strijeljanju samostrelom. Godine 1364. kada su održane prve viteške igre, pobjednika se nagrađivalo kućom ili zlatnicima od kojih se moglo živjeti cijele godine, a danas najprecizniji vitez, čija strelica ispaljena iz samostrela u tuljak pogodi u "u sridu", na dar dobiva poklon grada (obično medaljon) i pljesak oduševljenih turista.

## Nagrade
Manifestacija je nagrađena Plavim cvijetom Hrvatske turističke zajednice.

## Vanjske poveznice
|  | Zajednički poslužitelj ima još gradiva o temi Rabska Fjera |

- O Rabskoj fjeri na službenim stranicama turističke zajednice Raba  Arhivirana inačica izvorne stranice od 24. kolovoza 2011. (Wayback Machine) (Hrvatski)
- Grad Rab: srednjovjekovna kulturna baština i mediteransko nasljeđe  Arhivirana inačica izvorne stranice od 1. srpnja 2007. (Wayback Machine)